# Mactan
Mactan – wyspa koralowa w cieśninie Cebu, u wybrzeży wyspy Cebu na Filipinach należąca do prowincji Cebu.
Powierzchnia 62 km²; około 527 tys. mieszkańców; główne miasto Lapu-Lapu. Wyspa słynie z wyrobu gitar, pięknych plaż i świetnych warunków do nurkowania.
Wyspa to miejsce śmierci Ferdynanda Magellana, zmarł on na niej 27 kwietnia 1521 r.